# Nicolas Bay
Nicolas Bay (Saint-Germain-en-Laye, Yvelines, 1977. december 21. –) francia politikus. 2014 novemberétől 2017 szeptember 30-ig a Nemzeti Front főtitkára volt. 2014. július elsején képviselőnek választották az Európai Parlamentbe, ahol a Nemzetek és Szabadság Európája (ENF) frakció tagja, annak 2015. június 15-i megalapítása óta. 2017. szeptember 12-én a frakció társelnökének választották. Ezenkívül 2010. március 21-től a régiós tanács tagja Normandiában.

## Politikai pályafutása
Bay 1992-ben csatlakozott a Nemzeti Fronthoz. Hamarosan a párt ifjúsági szervezetének (FNJ) vezetője lett Yvelines és Ile-de-France régióban.
1998-ban, Guillaume Peltier-vel közösen megalapította az Ifjúkeresztény Akció Egyletet (AJAC), amely ellenezte az eutanáziát és a bejegyzett élettársi kapcsolatot azonosneműek között. Nagyjából 250 tagja volt és közel állt a Bruno Mégret vezette Nemzeti Republikánus Mozgalomhoz (MNR).
A Nemzeti Front 1998-as pártszakadásakor az MNR-hez csatlakozott, először az MNR ifjúsági szervezete országos igazgatóhelyetteseként, majd pedig a választásokért volt felelős a pártban. Egyike volt az MNR két önkormányzati képviselőjének, akiket 2001-ben választottak meg az Yvelines régióbeli Sartrouville településen, ahol listán 11,3 százalékot szereztek. A 2002-es választásokon Yvelines 5. számú választókörzetében volt jelölt. A 2004-es regionális választásokon az MNR listavezetője volt Ile-de-France régióban, 1,18 százalékot szerzett. A 2004-es európai parlamenti választáson, szintén Ile-de-France régió listavezetőjeként csak 0,28 százalékot kapott. A 2008-as önkormányzati választásokon megőrizte képviselői mandátumát Sartrouville-ben, ám ekkor a listája csak 5,2 százalékot kapott. Így ő lett az MNR egyetlen önkormányzati képviselője 3000 főnél népesebb településen.
Amikor 2008 májusában Mégret lemondott az elnökségről, Bay és szövetségesei nyerték el a párt vezetését. A Nemzeti Fronttal, különösen Marine Le Pennelegyre szorosabb kapcsolatai miatt viszont a párt tanácsa úgy döntött, eltávolítja őt a pártból 2008 szeptemberében. Ugyan nem tagja a Nemzeti Frontnak, hanem csak a „National Convergences” politikai klubnak, rajta volt a Nemzeti Front listáján a 2009-es európai parlamenti választáson, az északnyugati régióban.
A párton belüli tiltakozások ellenére a 2010-es regionális választásokon ő lett a Nemzeti Front képviselőjelöltje Felső-Normandia régióban. 
Florian Philippot, a Nemzeti Front alelnökének 2017. szeptember 21-i kilépése után a párt európai ügyekért felelős alelnökének választották.
Bayt 2022. február 15-én kizárták a pártból, mert vélhetően Éric Zemmourt támogatta egy kampányon. Később Bay csatlakozott a Visszahódítás párthoz, melynek jelenleg ő az egyik alelnöke.

## Politikai nézetei
Az euroszkeptikus Nemzeti Front tagjaként határozottan támogatta az Egyesült Királyság kilépését az Európai Unióból. Többször is egyértelműsítette, hogy politikája nem Európa ellen irányul, hanem a nemzetállamokat ellehetetlenítő Európai Unió ellen, annak jelenlegi formájában.
Nicolas Bay európai parlamenti felszólalásaiban és más fórumokon is hangsúlyozta a Visegrádi Négyek együttműködésének jelentőségét. A francia politikus többször is elismeréssel beszélt a magyar kormány migrációs politikájáról, és támogatásáról biztosította a nemzeti szuverenitást hangsúlyozó magyar Európa-politikát. „Mi olyanokkal próbálunk együttműködni, akikkel legalább az alapok közösek: Magyarországon azt támogatjuk, amit a Fidesz-kormány tett” – nyilatkozta az Origo.hu-nak arra a felvetésre, hogy az Európai Parlamentben nem működnek együtt a Jobbikkal, mert álláspontja szerint a magyar jobboldali párt nem osztja az alapelveiket.

## Magánélete
Cserkész volt; római katolikusnak vallja magát, és részt vett a 2013-as melegházasság elleni tüntetéseken. 2008 óta házas, három gyermek édesapja.